# Catocala andromedae
Catocala andromedae är en fjärilsart som beskrevs av Achille Guenée. Catocala andromedae ingår i släktet Catocala och familjen nattflyn. Inga underarter finns listade i Catalogue of Life.